# AN/PVS-31
AN/PVS-31は、アメリカ軍等で使用されている第3世代暗視装置。
通常の単眼・複眼の物より軽量かつ広い視野や多様な使用要領が特徴。

## 概要

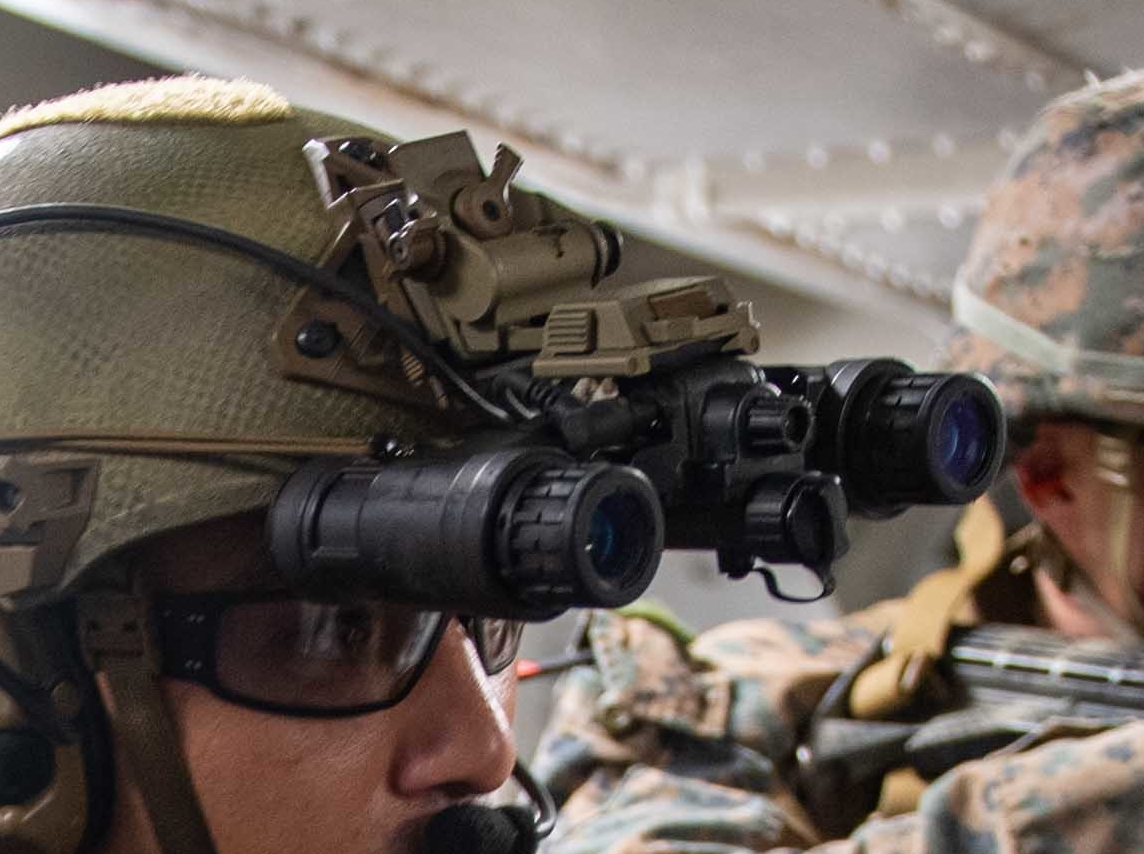
WILCOX L4G24マウントでヘルメットに装着され、リモートバッテリーと接続したAN/PVS-31

AN/PVS-31 BNVD (Binocular Night Vision Device) はパッシブ光学方式の暗視装置で、人間工学に基づいた薄型設計となり、単眼暗視装置と比較して遠近感も把握しやすく優れた状況認識能力を有する。暗視の性能は近年、格段に向上されている。
標準的な単眼暗視装置のAN/PVS-14が392g、陸上自衛隊が運用する双眼暗視装置のJGVS-V3が900gに対し、電池込みのPVS-31は449.05gと軽量化されており、特殊部隊のオペレーターからの要望に基づき、システムの解像度を高め、頭にかかる重量負担を大幅に減らし、システムの重心を改善するように設計されている。
双眼暗視装置であるが、左右の眼鏡は独立しておりスイング式で左右どちらかを単独で使用することも可能であり、夜間空挺降下や車両操縦、航空機操縦にも適する。
型式のAN/PVSは"Army/Navy Portable Visual Search"を略したもので陸海軍共通命名システムで命名されている。

## 特徴
- 画質最適化のための手動システムゲインおよびフォーカス調整
- 人間工学に基づいたデザインとシステムの軽量化により、頭にかかる重量が軽減され、首への負担が軽減
- スイング双眼鏡設計により、収納位置にあるときはヘルメットに対して目立たず、また単眼鏡として使用するオプションが可能
- 現在使用されているダブテールヘルメットマウントで動作
- マウント跳ね上げの収納時は自動OFF。展開時に電源起動
- バッテリー残量が 10 分以上になると、左右の単眼のLEDインジケーターが運用者に警告
- 交換可能/アップグレード可能なI2チューブアセンブリ
- オプションのディオプターレンズにより、運用者の視力に最適化すると共に接眼レンズの調整機構を省略し、軽量化

| 各種暗視装置 | 方 式        | 重 量    |
| ------------ | ------------ | -------- |
| AN/PVS-14    | 単眼暗視装置 | 392g     |
| AN/PVS-15    | 双眼暗視装置 | 726g     |
| BNVD-1531    | 双眼暗視装置 | 560g     |
| AN/PVS-31    | 双眼暗視装置 | 449g     |
| AN/PSQ-42    | 双眼暗視装置 | 1133.98g |
| GPNVG-18     | 複眼暗視装置 | 765.437g |

## 構成及び派生
構成品
- 暗視装置本体
- パッド入りMOLLEキャリーポーチ
- ラバーアイカップ
- サクリフィシャルウィンドウ
- Wilcoxアンバーフィルター
- リモートバッテリーパック
- リモート電源ケーブル
- 曇り止めワイプ
- レンズカバー
- 取扱説明書

派生
- AN/PVS-31C

米空軍の要求性能を満たすL3HARRIS社製暗視装置
- AN/PVS-31D

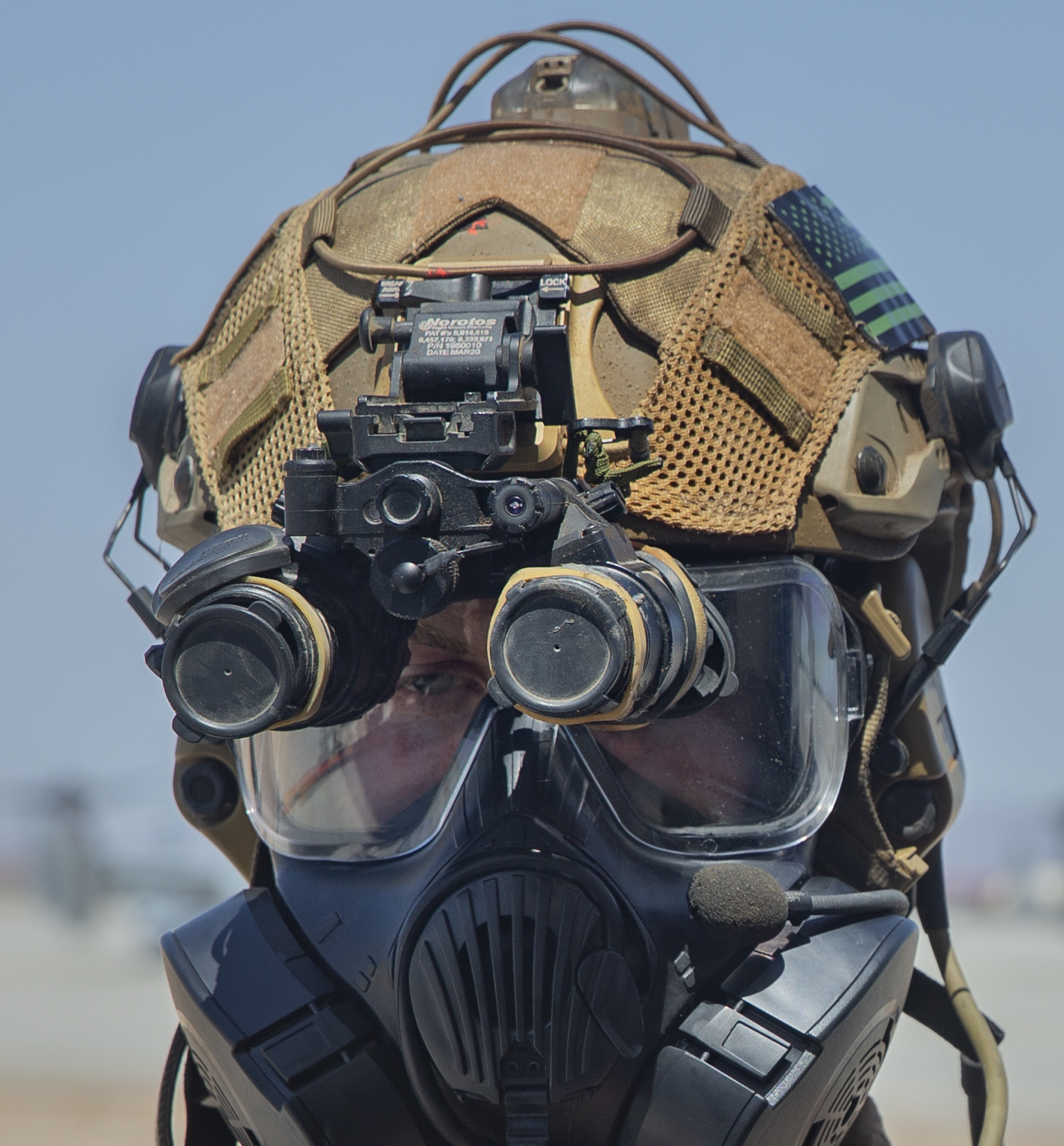
米海兵隊員が着用したAN/PVS-31D

米海兵隊がSquad Binocular Night Vision Goggles (SBNVG:分隊用双眼暗視装置) として採用。エルビット社製F5032で、PVS-31A等と違いIRイルミネーターと接眼レンズ調整機能を備えている。これにより近距離での最小焦点距離を備えているため、地図の詳細を読む、至近距離で医療支援を実施、移動中に武器を修理、無線機を再設定する等の作業が可能。重量は500g以下でバッテリーボックス及び電源ケーブルは他のAN/PVS-31シリーズとは非共有。
エルビットアメリカの独占下請けメーカーであるTHEON SENSORS社が、セミノックダウンキットの形で双眼暗視眼鏡のNYXを米国のパートナーに供給している。

## 採用国
| 国             | 組織名称                                                |
| -------------- | ------------------------------------------------------- |
| アメリカ合衆国 | アメリカ海兵隊                                          |
| アメリカ合衆国 | アメリカ特殊作戦軍統合特殊作戦コマンド                  |
| アメリカ合衆国 | FBI                                                     |
| ノルウェー     |                                                         |
| オランダ       |                                                         |
| イギリス       | イギリス海兵隊                                          |
| 日本           | 陸上自衛隊（「双眼式暗視装置(B型)PVS-31」の名称で調達） |